# Mike Bantom
Mike Bantom, född 3 december 1951 i Philadelphia, Pennsylvania, är en amerikansk idrottare som tog OS-silver i basket 1972 i München. Detta var USA:s första silver tillika första förlorade guldmedalj i herrbasket i olympiska sommarspelen.